# Vela (telewizor)

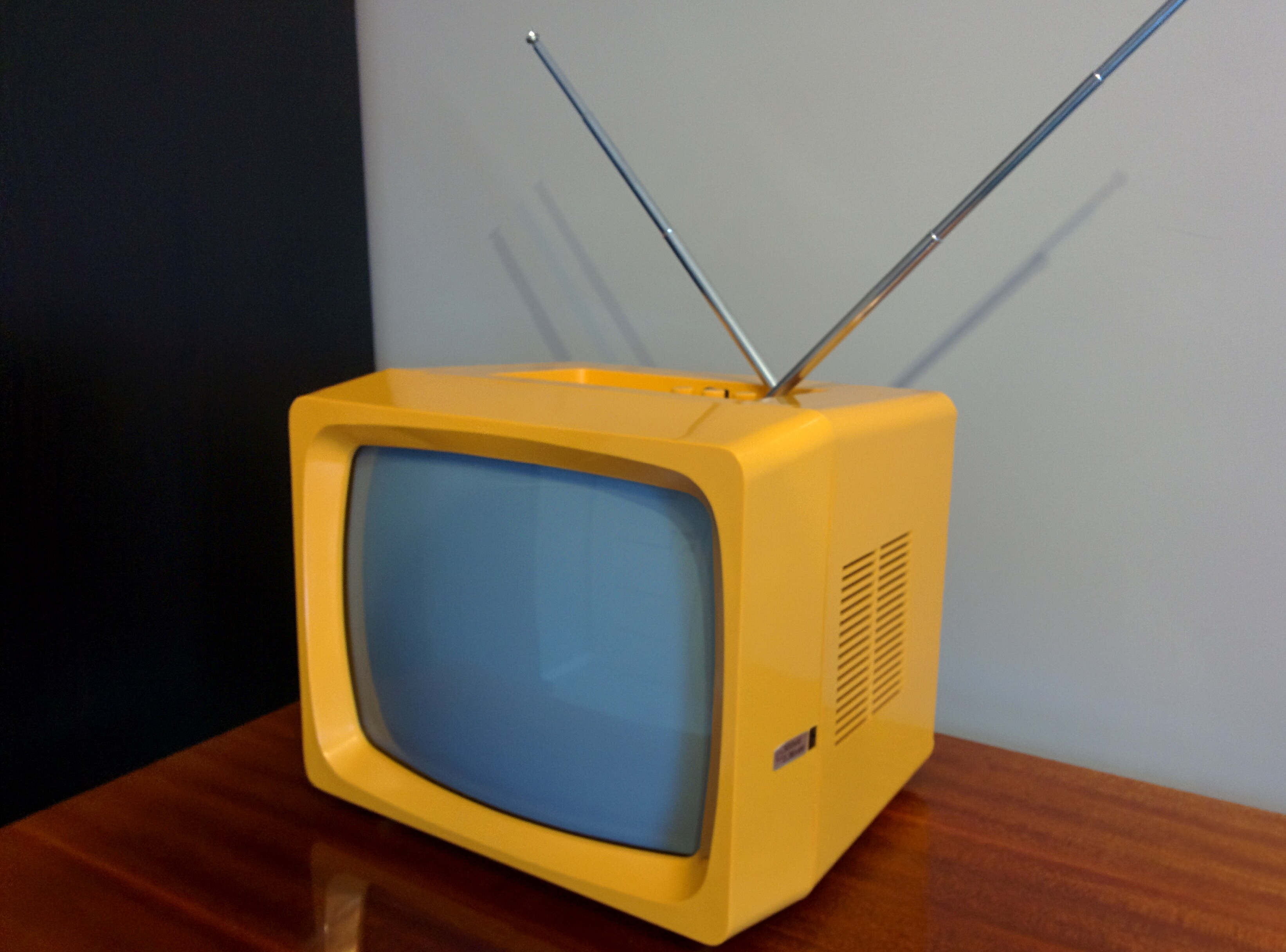
Unitra Vela 202

Unitra WZT „Vela” – czarno biały, dwunastocalowy telewizor produkcji Unitra Warszawskich Zakładów Telewizyjnych, produkowany w latach 80. XX wieku. Posiadał możliwość zasilania napięciem 12 V, co czyniło go także telewizorem przenośnym – turystycznym.

## Parametry
- Model kineskopu – A31-310W
- Przekątna ekranu – 12 cali
- Głośnik – 1 W RMS
- Zasilanie - 12 V lub 220 V 50 Hz
- Pobór mocy: dla 12 V – 25 W, dla 220 V – 45 VA
- Wymiary: 315 × 270 × 260 mm
- Masa: 7 kg

## Galeria

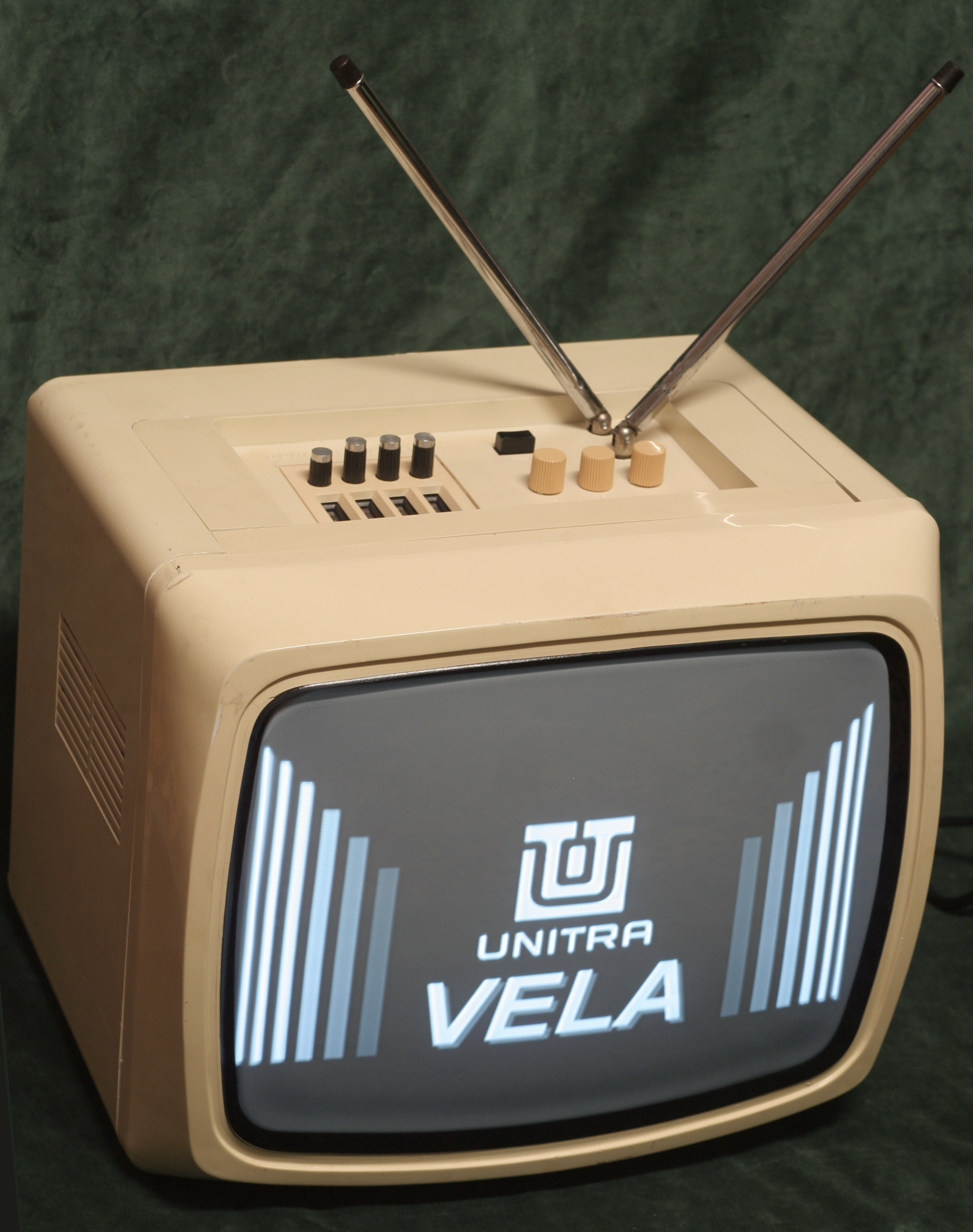
Odbiornik telewizyjny Unitra Vela 203
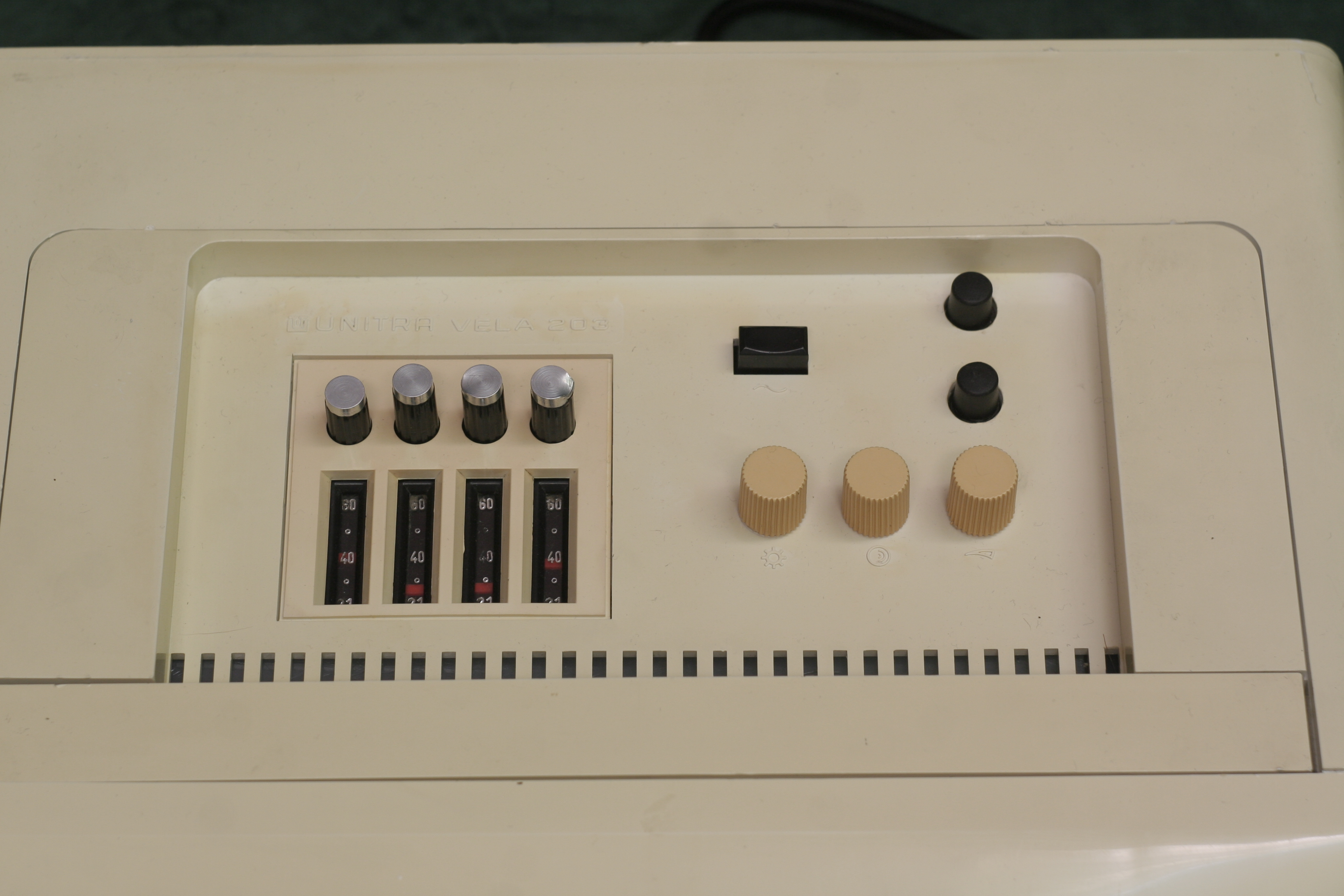
Programator telewizora Vela 203
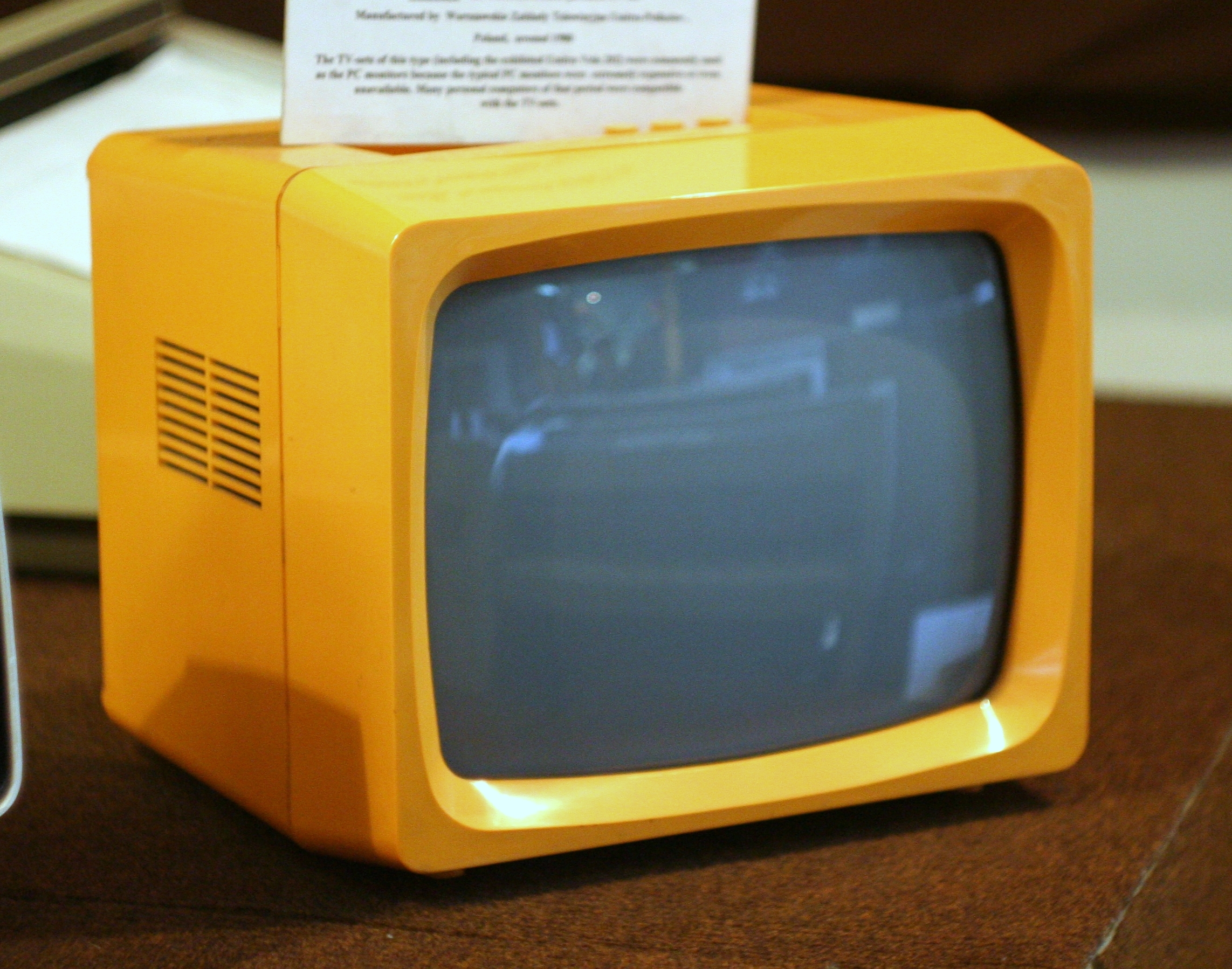
Telewizor Vela 202 w zbiorach Muzeum Techniki i Przemysłu w Warszawie